# Conquest: Frontier Wars
Conquest: Frontier Wars è un videogioco di strategia in tempo reale,  (con paesaggio 2D, ma con unità e strutture 3D), ambientato nello spazio di un immaginario futuro dove si deve costruire e controllare una flotta di astronavi, sviluppato da "Fever Pitch Studios" e distribuito nell'anno 2001.

## Modalità di gioco
Ci sono tre campagne per il gioco in singolo, relative alle tre specie: umani "Terrestri", alieni "Mantis" e "Celareon"; inoltre sono presenti alcuni scenari di battaglie e si ha modo di prepararne anche altri, che poi sono utilizzabili per il gioco in gruppo su LAN o su Internet (con modem).